# Panieńskie Skały
Panieńskie Skały este o arie protejată (arie specială de conservare — SAC, sit de importanță comunitară — SCI) din Polonia întinsă pe o suprafață de 1,06 ha, integral pe uscat.

## Localizare
Centrul sitului Panieńskie Skały este situat la coordonatele 51°06′11″N 15°35′22″E / 51.103°N 15.5895°E.

## Înființare
Situl Panieńskie Skały a fost declarat sit de importanță comunitară în aprilie 2004 pentru a proteja 1 specie de plante. Situl a fost protejat și ca arie specială de conservare în decembrie 2016.

## Biodiversitate
Situată în ecoregiunea continentală, aria protejată conține 2 habitate naturale: Pante stâncoase silicioase cu vegetație casmofită, Păduri de stejar și carpen Galio-Carpinetum.
La baza desemnării sitului se află o specie protejată de  plante: Trichomanes speciosum.